# شتاليكون
شتاليكون (بالألمانية: Stallikon) هي إحدى بلديات مقاطعة أفولتن في كانتون زيورخ بسويسرا. تُقدر مساحتها ب12.01 كيلومتر مربع، ويقدر عدد سكانها بـ 3717 نسمة (حسب تعداد ديسمبر 2017).